# Bendis irregularis
Bendis irregularis är en fjärilsart som beskrevs av Felder. Bendis irregularis ingår i släktet Bendis och familjen nattflyn. Inga underarter finns listade i Catalogue of Life.